# Sin pijama
Singles par Becky G
Ya Es Hora
(2018) Don't Go
(2018)
Singles par Natti Natasha
El Bano
(2018) No Me Acuerdo
(2018)
Sin Pijama est une chanson de la chanteuse américaine Becky G et de la chanteuse dominicaine Natti Natasha .La chanson a été écrite par Nate Campany, Kyle Sherear, Rafael Pina, Mau y Ricky, Jon Leone, Camilo Echeverry et sa production est assurée par Daddy Yankee et Gaby Music.
La chanson a été publiée par Sony Music Latin le 20 avril 2018. Elle est devenue à la fois le troisième top 10 de Becky G et Natti Natasha dans le classement du Hot Latin Songs et a atteint la première place en Bolivie, au Chili, au Salvador et en Espagne ainsi que le top 10 au Guatemala, au Honduras, au Nicaragua, au Pérou et en Uruguay.

## Performance commerciale
Sin Pijama est devenu le 3e top 10 de Becky G sur US Hot Latin Songs et a débuté à la 10e place.
Aux États-Unis, la chanson a atteint la 70e place et a été certifiée platine.
Cette chanson a connu plusieurs succès en Amérique Latine ou elle a atteint la première place, ainsi qu'en Espagne ou la chanson a atteint la 1re place, et a été certifiée platine pour 40,000 ventes.
En France, elle a atteint la 185e place.

## Personnel
- Daddy Yankee  - production
- Gaby Music, - production,
- Mau y Ricky, - coproduction, production vocale
- Jon Leone, - coproduction, production vocale
- Camilo Echeverry, - coproduction, production vocale
- Mike Fuller, - master ingénierie

## Clip vidéo
La chanson a été tournée a New York et a été mise en ligne sur YouTube le 20 avril 2018, la chanson est produite par Daniel Duran, le clip musical montre Prince Royce en train d'appeler Becky G., mais celle-ci ne répond pas ensuite il commence à rêver de savoir comment va être la soirée. La chanson et la séquence de rêve commence avec Becky G et Natti Natasha entrant dans une somptueuse soirée dans un manoir vêtus de robes blanches et noires contrastées. Des pièces de performance ont lieu autour du manoir car elles portent plusieurs tenues de lingerie, de la fausse fourrure et des bijoux. Les chanteuses sont vues en train de boire du champagne, allongés sur un lit, jouant au billard et participent à une séance photo et à une bataille d'oreillers. Dans un rebondissement, elles sont montrées en train de passer une soirée pyjama avec des masques faciaux, en train de manger du pop-corn avant que Gomez ne reçoive l'appel de Prince Royce pour son plus grand plaisir.

## Classements
| Chart (2017–2018)                       | Position |
| --------------------------------------- | -------- |
| Argentine (Hot 100)                     | 3        |
| Belgique (Flandre Ultratip 100)         | 20       |
| Bolivie (Monitor Latino)                | 1        |
| Chili (Monitor Latino)                  | 1        |
| Colombie (Monitor Latino)               | 9        |
| Colombie (National-Report)              | 11       |
| Costa Rica (Monitor Latino)             | 4        |
| République dominicaine (SODINPRO)       | 1        |
| République dominicaine (Monitor Latino) | 2        |
| Équateur (Monitor Latino)               | 5        |
| Équateur (National-Report)              | 23       |
| Salvador (Monitor Latino)               | 1        |
| France (SNEP)                           | 185      |
| Guatemala (Monitor Latino)              | 4        |
| Honduras (Monitor Latino)               | 2        |
| Hongrie (Dance Top 40)                  | 8        |
| Italie (FIMI)                           | 80       |
| Mexique (Airplay)                       | 15       |
| Pays-Bas (Single Top 100)               | 97       |
| Nicaragua (Monitor Latino)              | 2        |
| Paraguay (Monitor Latino)               | 3        |
| Pérou (Monitor Latino)                  | 3        |
| Pologne (ZPAV)                          | 15       |
| Portugal (AFP)                          | 23       |
| Porto Rico (Monitor Latino)             | 19       |
| Roumanie (Airplay 100)                  | 6        |
| Slovaquie (IFPI Rádio)                  | 35       |
| Slovaquie (IFPI Singles Digitál)        | 27       |
| Espagne (PROMUSICAE)                    | 1        |
| Suède (Sverigetopplistan)               | 11       |
| Suisse (Schweizer Hitparade)            | 33       |
| Uruguay (Monitor Latino)                | 6        |
| États-Unis (Hot 100)                    | 70       |
| États-Unis (Hot Latin Songs)            | 4        |
| États-Unis (Rap Songs)                  | 21       |
| Venezuela (Monitor Latino)              | 18       |

| Chart (2018)                 | Position |
| ---------------------------- | -------- |
| Argentine (Monitor Latino)   | 30       |
| Roumanie (Airplay 100)       | 50       |
| États-Unis (Hot Latin Songs) | 9        |

## Certifications
| Région     | Certification              | Ventes    |
| ---------- | -------------------------- | --------- |
| Italie     | Platine                    | 50.000    |
| Mexique    | 3 × Platine+ Or            | 210,000   |
| Pérou      | 2 × Diamant et 3 × Platine | 138,000   |
| Pologne    | Or                         | 10,000    |
| Espagne    | 5 × Platine                | 200,000   |
| Suisse     | Or                         | 10,000    |
| États-Unis | 38 × Platine               | 2,280,000 |